# Medef inna Babylone
Medef inna Babylone est un groupe de punk rock français, originaire de Toulouse, en Haute-Garonne. Medef inna Babylone est en réalité un groupe de punk entreprenarial. Selon metalsickness.com, « Medef est une entité à part dans le microcosme musical toulousain et de Navarre puisque le groupe distille une musique mélangeant des styles différents. Ainsi, l'approche punk rock festive se fond dans des ambiances carrément barrées mises en avant par des instruments à vent (clarinette, trompette, cornemuse et même un instrument chinois dont je ne connais pas le nom…). »

## Biographie
Avant 1998, certains membres du groupe faisaient partie des Dead Balladurs. Solidaires du retrait d'Édouard Balladur, le groupe se sépare. En 1998, fraîchement élu à la tête du CNPF (Conseil national du patronat français), Ernest-Antoine Seillière change le nom de ce regroupement de dirigeants d'entreprises en MEDEF (Mouvement des entreprises de France) dans un souci de valoriser le côté entrepreunarial en lieu et place de la fonction dirigeante. Voulant ironiser sur ce symbole de la place grandissante de l'économie dans une société intrinsèquement corrompue par le pouvoir (Babylone), et pour rebondir sur les jeux d'images dont se parent les dirigeants de celle-ci, le groupe accole le nom du groupement de patrons et celui de la ville antique autour de l'article inna, figurant un délire reggae à l'ensemble.
Medef inna Babylone se forme en 1999 comme coentreprise entre les groupes Dead Balladurs et les Owens. Après avoir enregistré une démo quatre titres en 2000, le groupe publie son premier album studio, Entreprenarial Vibrations, en juin 2001,. En avril 2006, le groupe participe à la compilation Punk en France vol.3, publié par Remedy Records, avec trois titres : Torture blanche,  Le petit Nicolas, et Drosophila Porn-Star. La même année sort la compilation Viva la Punk à laquelle ils participent également. Le 5 octobre 2007, le groupe joue aux Apaches à Toulouse avec Attentat Sonore, D.I.D et Lombrik. Le 17 janvier 2009, ils jouent à Tamines avec René Binamé.
À la fin 2012, le label Chabane's Records publie une compilation en téléchargement libre rendant hommage au groupe, intitulé Requiem pour les Medef - Hommage à Medef Inna Babylone. La compilation comprend 16 reprises. Medef inna Babylone est annoncé pour le vendredi 23 janvier 2015 au Festival de la Caisse Anti-Répression de la CREA Vol.2.

## Style musical et image
Medef inna Babylone se fait connaitre pour son mélange de punk français et d'instruments traditionnels, ainsi que ses prises de positions (souvent libertaires) sur un certain nombre de thèmes. Bien que ne faisant pas partie du réseau anarcho-punk, le groupe en partage la philosophie du do it yourself (DIY), et de l'autogestion sans profit. Enfin, partisan de la diffusion libre, il met systématiquement et gratuitement ses œuvres à disposition via son site internet.

## Membres

### Membres actuels
- Bubu - chant, instruments traditionnels (bombarde, cornemuse, flûte traversière, gaïta, harmonica, trompette, balafon sur les enregistrements)
- Jul - guitare, chœurs et trombone sur les enregistrements
- Corinne - organisation, chœurs sur scène
- Momo - basse, chœurs
- Yf - batterie, samples, chœurs

### Anciens membres
- Lisa - chant (2006-????)
- Lol - guitare (1999-2003)

### Membres studio et live
- Irwin - ingénieur-son
- Lionel - ingénieur lumière

## Discographie

### Albums studio
- 2000 : Demo 4 titres
- 2001 : Entreprenarial Vibrations
- 2003 : Timeo patronat et dona ferentes
- 2005 : Requiem pour un baron
- 2009 : Metaphysical Punk

### Apparitions
- 2001 : Quartet Master Pils
- 2002 : À consommer sans modération
- 2003 : Punk rawk été 2003
- 2005 : 20 ans d'antifascisme radical
- 2006 : Punk en France vol.3
- 2006 : Lève les Mains et Danse la Danse de la Mort avec ton Ami Mickey
- 2006 : Universal Poursuit Chabane's Records
- 2007 : L'Univers Sale

### Album hommage
- 2012 : Requiem pour les Medef - Hommage à Medef Inna Babylone